# Louis Petit de Julleville
Louis Petit de Julleville (Parigi, 18 luglio 1841 – Parigi, 25 agosto 1900) è stato uno storico, linguista e docente francese.

## Biografia
Studiò all'École normale supérieure di Parigi, dove nel 1868 conseguì il dottorato in lettere. Fu docente di lettere all'Università di Digione, quindi all'École normale supérieure di Parigi. Ottenne successivamente all'Università di Parigi-Sorbona la cattedra di letteratura francese del Medioevo e di storia della lingua francese.

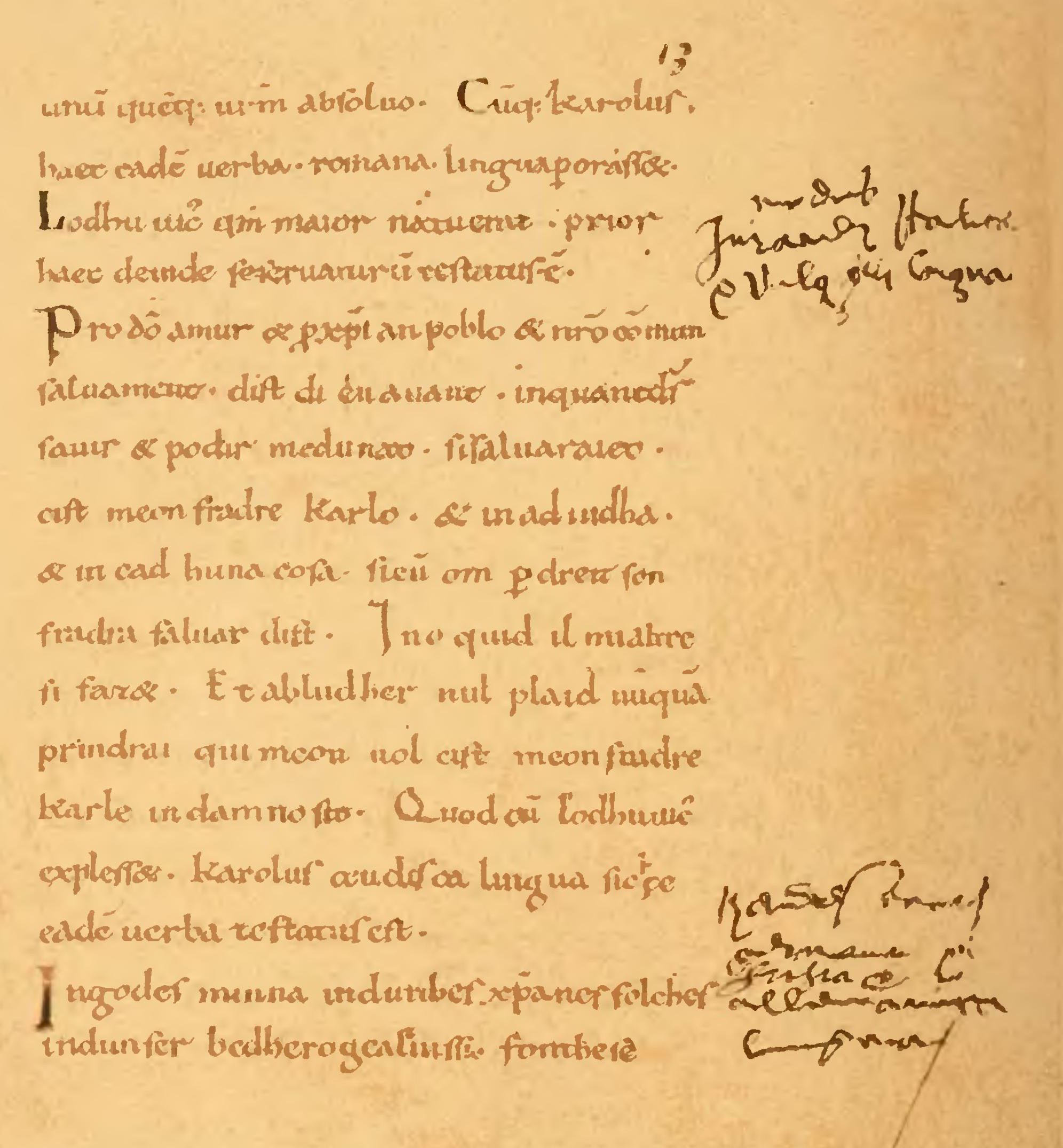
Manoscritto, in: Petit de Julleville, Histoire de la langue et de la littérature française, vol. 1, 1896, p. 112

S'interessò in un primo periodo di letteratura dell'antica Grecia e di storia europea e solamente più tardi, a partire dal 1880, intraprese approfonditi studi sulla lingua e sul teatro francesi.
Le sue opere sulla storia della lingua e della letteratura francese sono state più volte ripubblicate, in particolare l'Histoire du théâtre en France, che è un'organica e sapiente ricostruzione del teatro drammatico e comico francese, integrata da un successivo volume, dal titolo Le Théâtre en France, histoire de la littérature dramatique depuis ses origines jusqu'à nos jours.
Louis Petit de Julleville è stato anche l'attento ed esatto coordinatore e curatore dell'opera, in più volumi, Histoire de la langue et de la littérature française, realizzata da un gruppo di storici e di critici del teatro, molti dei quali erano stati suoi allievi.
Suo figlio Pierre-André-Charles Petit de Julleville divenne cardinale e suo nipote Jean Guiraud (1866-1953) fu uno storico.

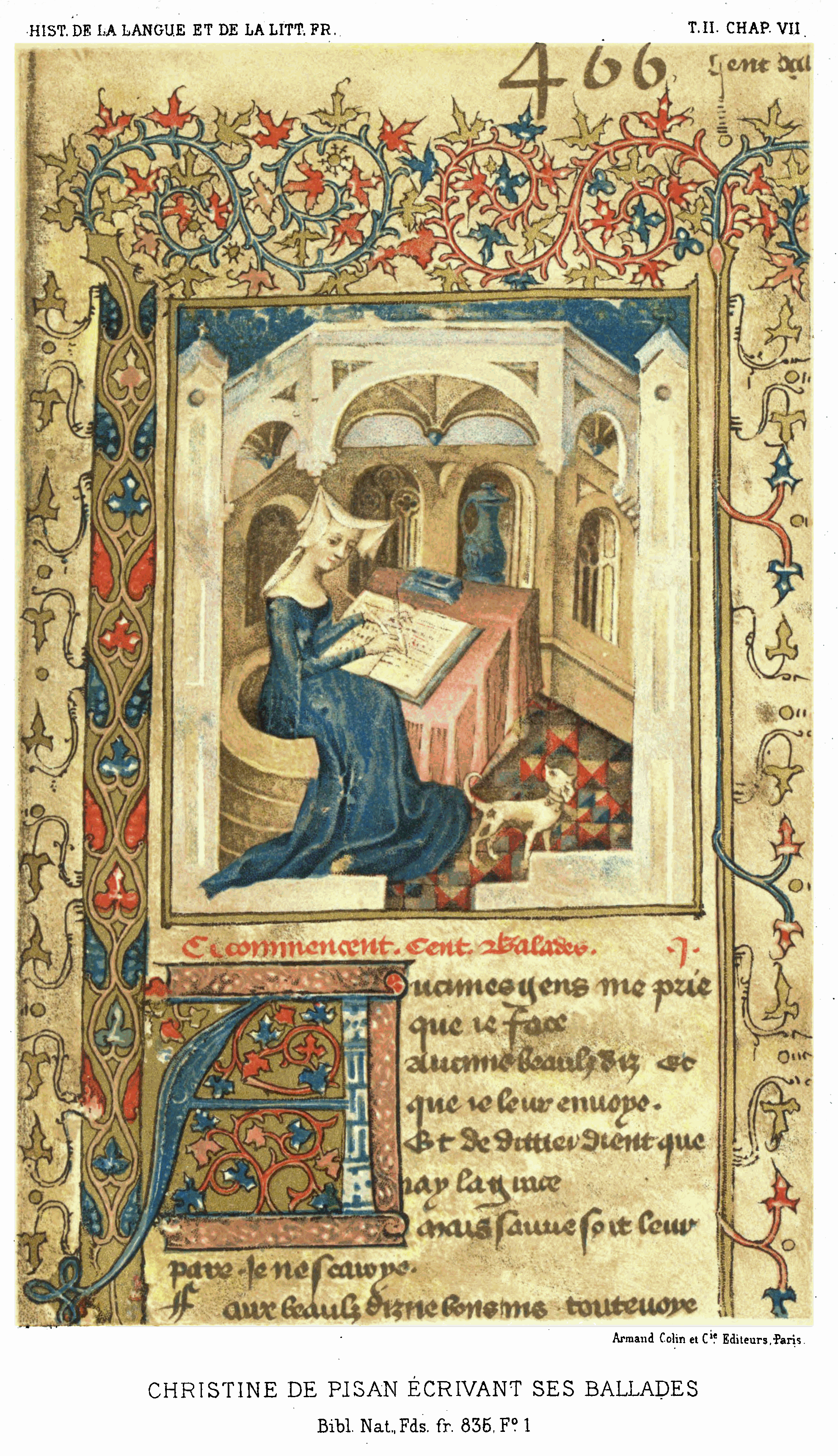
La scrittrice Christine de Pisan, in: Petit de Julleville, Histoire de la langue et de la littérature française, vol. 2, 1896

## Opere
- Histoire du théâtre en France, Paris, Hachette et Cie, 1880 (Comprende Les Mystères, e Répertoire du théâtre comique en France au Moyen Âge.
- Répertoire du théâtre comique en France au Moyen Âge, Paris, Librairie Leopold Cerf, 1886.
- Morceaux choisis des auteurs français: poètes et prosateurs: avec notes et notice, 3 vol., Paris, Masson, 1890-1899.
- Le Théâtre en France, histoire de la littérature dramatique depuis ses origines jusqu'à nos jours, Paris, Collin, 1897.
- Extraits des chroniqueurs francais du Moyen Âge: Villehardouin, Joinville, Froissart, Commines, Paris, Colin, 1900.
- Histoire de la littérature francaise, 3 vol., Paris, Masson et C.ie, 1896-1908.
- Histoire de la langue et de la littérature française (a cura di), 8 vol., 1896-1900.
- Sainte Jeanne d'Arc, Paris, Librairie Victor Lecoffre J. Gabalda, 1920.

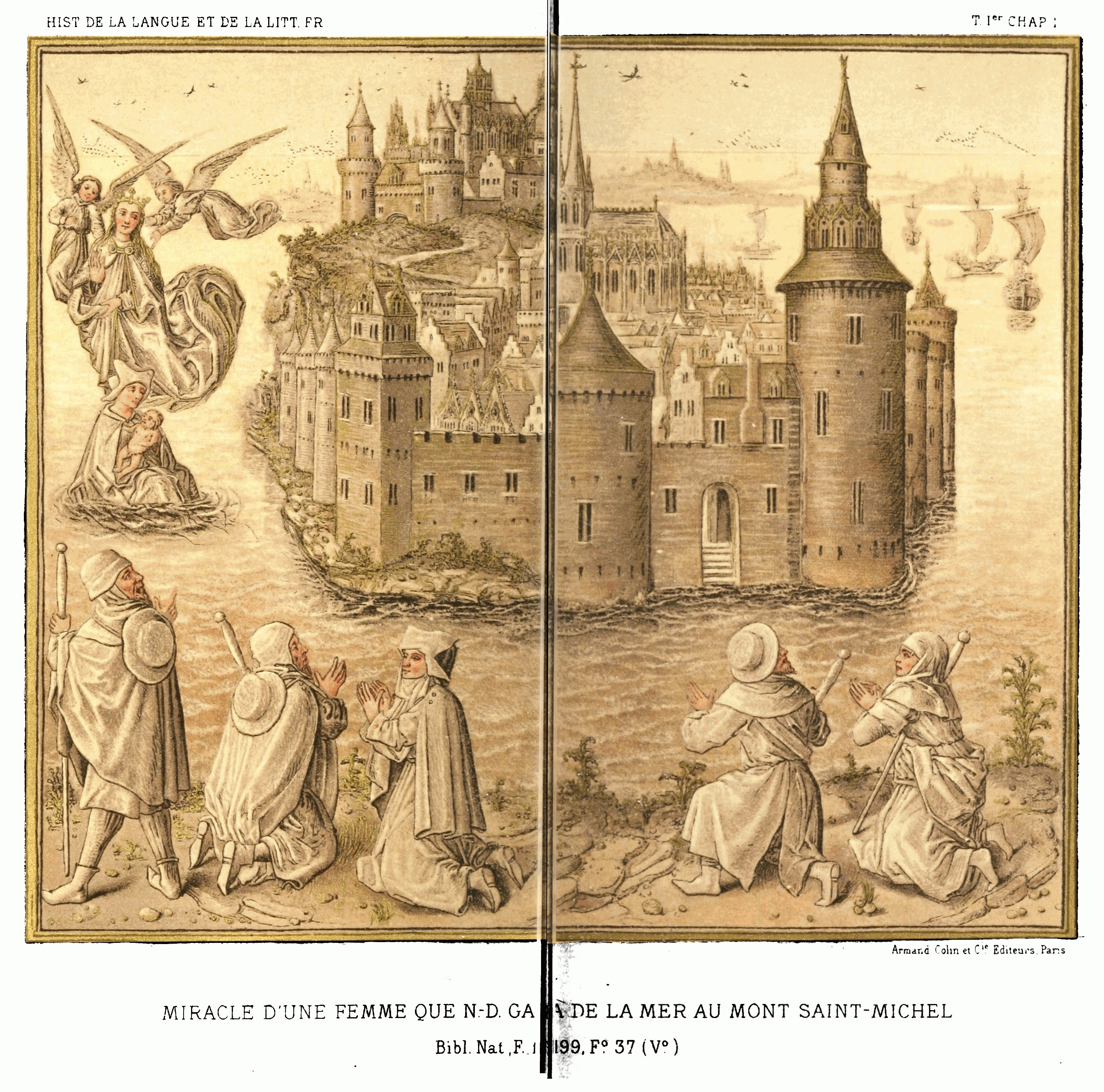
Miracle de Notre-Dame, in:Petit de Julleville, Histoire de la langue et de la littérature française, vol. 1, 1896